# Eilean Dhomhnaill

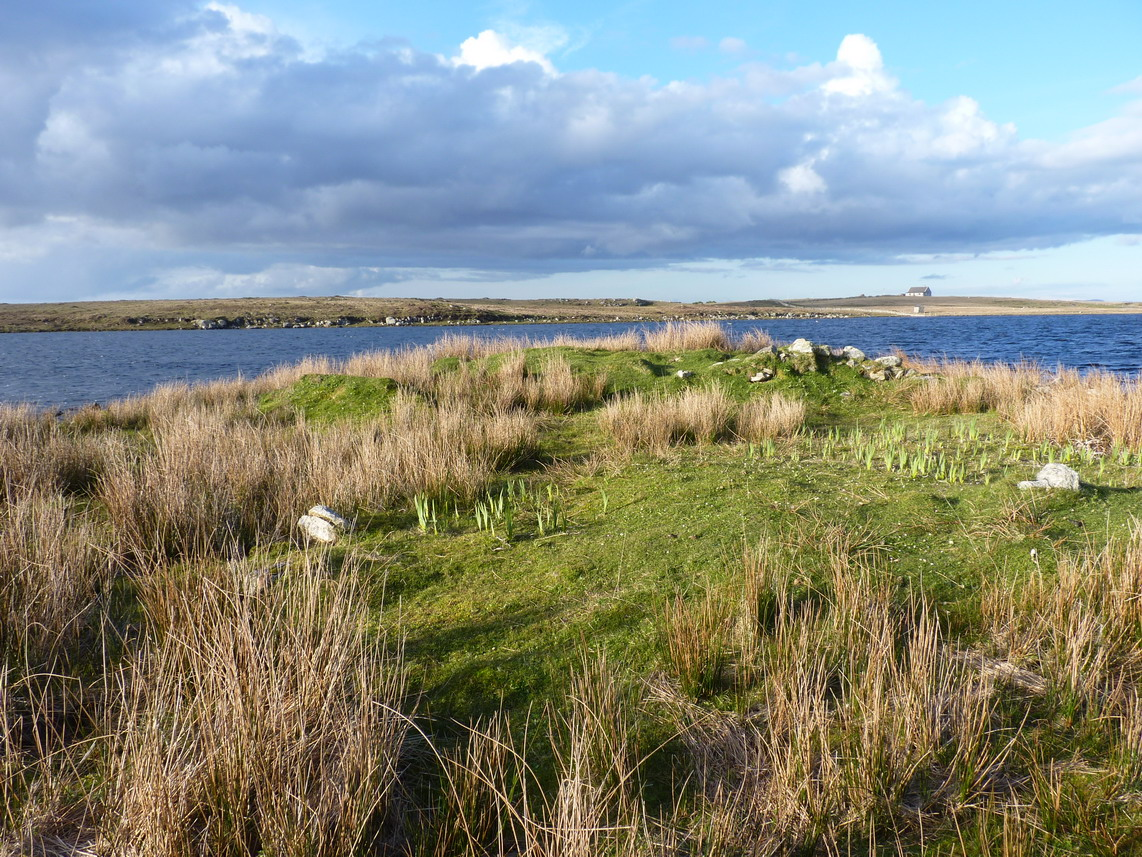
Eilean Dhomhnaill

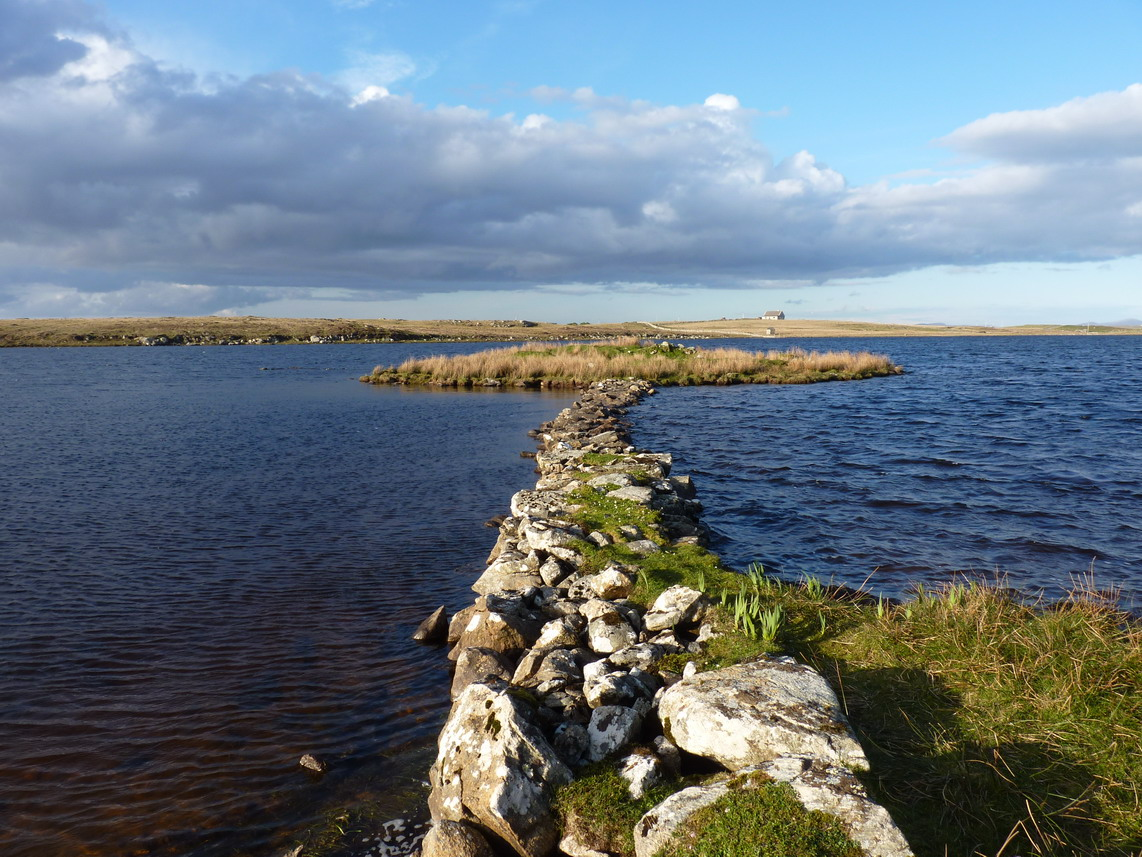
Damm zur Insel

Eilean Dhomhnaill (auch Eilean Domhnuill a Spionnaidh – Ellen Donnell) ist eine teilweise künstlich entstandene Insel im Loch Olabhat auf der Hebrideninsel North Uist. Die Insel war zeitweise von der Eilean Olabhat oder Dun Olavat genannten prähistorischen Siedlung bedeckt, deren Gebäude ihre nächste Entsprechung in denen von Knap of Howar auf Orkney haben.
Die Anlage ist als Scheduled Monument klassifiziert.

## Beschreibung
Eilean Olabhat liegt an der Südseite des Sees. Die Insel ist der bisher früheste Beleg eines Crannógs, denn die Radiokarbondaten reichen von 3650 bis 2500 v. Chr., während die viel zahlreicheren irischen Crannógs erst in der mittleren Bronzezeit erschienen (Ballinderry 1200–600 v. Chr.). Die auch als Dun bezeichnete Siedlung hat eine lange und komplexe Geschichte, die umfangreichen Ausgrabungen in den späten 1980er Jahren haben zwölf Phasen ergeben, außerdem noch unerforschte Frühphasen. 
Die Besiedlung begann, als der Wasserstand im See viel niedriger war als heute. Sie bestand aus einer Reihe von Häusern mit Nebengebäuden, die immer an der gleichen Stelle über einen langen Zeitraum erneuert wurden. Die späteren Häuser auf der Insel wurden von einer Holz-Stein-Mauer umschlossen und über einen Holz-Erde-Damm erschlossen. Die nachfolgenden Gebäude wurden aus Stein oder Rasen gebaut und waren rechteckig oder oval und 5–6 × 3–4 Meter groß, begleitet von einer Reihe Nebengebäude. Das Innere des Hauptgebäudes war unterteilt. Der zentrale Herd war durch ein Pflaster definiert. Große Mengen von Abfall (hauptsächlich organisches Material und Keramik) wurden aus der Siedlung geholt. Diese Ansammlung führte, zusammen mit den kollabierten Gebäuden dazu, dass die Insel höher wuchs und so dem steigenden Wasserstand des Loch zumeist auswich, phasenweise jedoch überschwemmt wurde. 
Nach einiger Zeit ging das Wasser zurück, das Gelände wurde erneut besiedelt und ein Steindamm ersetzte den Holzdamm. Diese Wiederbesetzung erfolgte noch während der Jungsteinzeit, aber die Beschaffenheit der Gebäude änderte sich. Danach stieg der Wasserstand des Sees erneut und der Ort wurde noch während der älteren Jungsteinzeit aufgegeben. Diese letzte Überflutung der Insel bewahrte die jungsteinzeitlichen Anlagen vor Störungen durch die spätere Besetzung. 
Eine Keramikansammlung aus etwa 20.000 Scherben wurde geborgen. Dazu gehören Objekte aus einer Reihe von Stilen wie Unstan Ware, Hebridean Ware und Plain Bowls. Es gibt auch zwei keramische Objekte, welche als Phalli interpretiert wurden. Im Gegensatz zur Töpferei war die lithische Ausbeute schlecht und Quarz war oft als Ersatz für Feuerstein und Hornstein verwendet worden. 
Die Ausgrabungen auf dem Gipfel des Vorgebirges zeigen, dass es in der Eisenzeit und im frühen Mittelalter mit Gebäuden besetzt war. Das jüngste war ein überdachtes Gebäude aus dem 6. bis 7. Jahrhundert.